# Encrypting PIN Pad

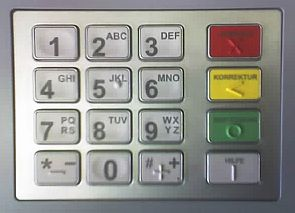
Tastenfeld eines EPP von NCR

Das Encrypting PIN Pad (EPP; deutsch verschlüsselndes PIN-Tastenfeld) ist eine Spezialtastatur zur Eingabe der persönlichen Geheimzahl (PIN) an Geldautomaten, POS-Terminals und Überweisungsterminals.
Diese Tastatur bildet zusammen mit einer Verschlüsselungs-Hardware eine Einheit und vermeidet so, dass die PIN jemals unverschlüsselt in die Außenwelt gelangt. Bereits in der Software des Geldautomaten wird nur mit einer verschlüsselten PIN gearbeitet, erst recht gilt dies natürlich bei der Weiterleitung von Anfragen über Netzverbindungen. Erst im Zentralrechner der Bank wird die PIN mittels dort hinterlegter Zentralschlüssel geprüft.
Da Schlüssel aus Sicherheitsgründen nur begrenzte Zeit gültig sind, existiert ein Verfahren namens Online-Personalisierung von Terminals (OPT), um Schlüssel auf sichere Art und Weise an Terminals und insbesondere in deren EPPs zu verteilen.